# Bahía de Kerch
Bahía de Kerch (en ruso: Керченская бухта, en ucraniano: Керченська бухта, en tártaro de Crimea: Keriç körfezi, Керич корьфези), es una bahía de Ucrania en el mar Negro situada en la costa este de la península de Crimea. Está situada en la ciudad de Kerch, en la península de Crimea. La bahía forma parte del estrecho de Kerch que separa Crimea de la Rusia.